# Dania Beach
Dania Beach is een plaats (city) in de Amerikaanse staat Florida, en valt bestuurlijk gezien onder Broward County.

## Demografie
Bij de volkstelling in 2000 werd het aantal inwoners vastgesteld op 20.061.

## Geografie
Volgens het United States Census Bureau beslaat de plaats een oppervlakte van
16,4 km², waarvan 15,8 km² land en 0,6 km² water.

## Plaatsen in de nabije omgeving
De onderstaande figuur toont nabijgelegen plaatsen in een straal van 8 km rond Dania Beach.